# After Midnight (Lied)
After Midnight ist ein Bluesrock-Song, der von J.J. Cale geschrieben und 1966 von ihm erstmals als Single veröffentlicht wurde. Das Stück wurde 1970 von Eric Clapton auf seinem ersten Soloalbum Eric Clapton gecovert.

## Hintergrund
Der Titel war ein Auslöser für Cales späteren musikalischen Erfolg. Er wusste nicht, dass Clapton das Stück gecovert hatte, bevor er die Interpretation 1970 im Radio hörte. Im Interview mit der Zeitschrift Mojo erklärte er:

“I was dirt poor, not making enough to eat and I wasn’t a young man. I was in my thirties, so I was very happy. It was nice to make some money.”

„Ich war sehr arm, habe nicht genug verdient, um Essen kaufen zu können, und ich war kein junger Mann. Ich war in meinen Dreißigern, also war ich sehr glücklich. Es war schön, Geld zu verdienen.“

Cales Freund und Produzent Audie Ashworth ermutigte ihn, den großen kommerziellen Erfolg der Clapton-Aufnahme zu nutzen und ein Album aufzunehmen. 1972 veröffentlichte er sein Debütalbum Naturally. Die Singleauskopplung After Midnight erreichte im selben Jahr Platz 42 der Billboard Hot 100. 2001 erschien eine Live-Aufnahme des Liedes auf dem Album Live.

## Eric Claptons Adaptierung
Als Clapton mit Delaney & Bonnie Bramlett zusammengearbeitet hat, stellte Delaney Bramlett Clapton die Musik Cales vor. After Midnight ist einer von vielen Cale-Songs, die Clapton im Laufe seiner Karriere coverte. Claptons erste Auskopplung aus seinem Debütalbum erreichte Platz 18 der Billboard Hot 100. Auf der Aufnahme wirkten ebenfalls Bobby Whitlock als Sänger und an der Hammondorgel, Jim Gordon am Schlagzeug, Delaney Bramlett an der Rhythmusgitarre, Carl Radle am Bass, Leon Russell am Piano, Jim Price an der Trompete und Bobby Keys am Saxophon mit. 1987 nahm Clapton den Titel für eine Bierwerbung der Marke Michelob erneut auf. Eine Live-Interpretation mit Steve Winwood erschien 2009 auf Live from Madison Square Garden.